# Eriotrix commersonii
Espèce
Eriotrix commersonii, l'Ériotrix de Commerson, est une espèce de plante à fleurs de la famille des Asteraceae, endémique de  l'île de La Réunion, département d'outre-mer français dans le sud-ouest de l'océan Indien.

## Description
Eriotrix commersonii est un sous-arbrisseau de petite taille, dont les feuilles en aiguilles, sessiles et rapprochées, sont partiellement appliquées contre les rameaux.
Les fleurs, de couleur jaune pâle, sont portées par des capitules, groupés en général par 2 à 5 en corymbes terminaux. Les involucres sont bien différenciés.
Eriotrix commersonii ressemble à Eriotrix lycopodioides, espèce voisine qui se différencie cependant par ses feuilles entièrement appliquées et ses capitules terminaux solitaires, à involucre non différencié.

## Écologie
Eriotrix commersonii fait partie de la flore endémique de La Réunion. C'est une espèce qui  croît à haute altitude, sur les habitats de falaises rocheuses.
L'espèce est très rare. C'est Thérésien Cadet qui sur les échantillons d'herbier collectés par Philibert Commerson  a  reconnu qu'il s'agissait d'une espèce différente d'Eriotrix lycopodioides.
Considérée jusqu'à la fin du XXe siècle comme non retrouvée depuis 1875, la présence de l'espèce a été récemment attestée sur quelques localisations, notamment dans la région du Piton de la Fournaise où elle avait été reconnue initialement mais aussi dans les parties hautes de la planèze située sous le Grand Bénare.

## Protection
En raison de sa redécouverte récente, Eriotrix commersonii ne figure pas sur la liste des espèces végétales protégées de l'île de La Réunion, qui a été arrêtée en 1987.
Cependant l'espèce est considérée comme « vulnérable » au titre de la « liste des taxons menacés sur le territoire de La Réunion » proposée par le Conservatoire botanique national de Mascarin et a fait l'objet d'un plan directeur de conservation.